# Stephen O'Malley
Pour les articles homonymes, voir O'Malley.
 (avril 2023).
Stephen O'Malley (parfois appelé SOMA) est un musicien, compositeur, curateur et artiste visuel basé à Paris, France.

## Présentation
L'œuvre d'O'Malley définit un éventail d'intérêts multidisciplinaires impliquant la musique vectorielle par des approches expérimentales, la physicalité à travers la dynamique et l'amplification, et les explorations des seuils via la matérialité et la plasticité du son.
O'Malley est un collaborateur fréquent dans diverses formations, dans des projets à l'intérieur et à l'extérieur du concert, de l'exposition, de la galerie et du studio. Y compris des projets significatifs avec Greg Anderson (cofondateur de Sunn O))) ), Scott Walker, Merzbow, François J. Bonnet, Randall Dunn, Oren Ambarchi, Attila Csihar, Jim O'Rourke, Kali Malone, Keiji Haino, Mats Gustaffson, James Plotkin, Thurston Moore, Attila Csihar, Peter Rehberg, Anthony Pateras. Il est membre fondateur des groupes Thorr's Hammer (1993), Burning Witch (1995), Sunn O))) (1998), Khanate (2000), KTL (2005), Nazoranai (2011), ÄÄNIPÄÄ (2011) et d'autres .
Il a beaucoup travaillé en dialogues de création avec : la chorégraphe et metteur en scène française Gisèle Vienne depuis 2007 ; les auteurs Dennis Cooper & Alan Moore ; les compositeurs contemporains Iancu Dumitrescu, Anna-Maria Avram, Johann Johannson, Eyvind Kang et Alvin Lucier ; le chef d'orchestre israélien Ilan Volkov ; le sculpteur américain Banks Violette ; le sculpteur japonais Fujiko Nakaya & le collectif japonais dumbtype ; l'artiste taiwanais Charwei Tsai ; les artistes suisses Emily Ding & le collectif artistique suisse KLAT (dirigé par Jérôme Massard) ; l'artiste de performance italien Nico Vascellari ; la photographe française Estelle Hanania ; les artistes cinéastes luxembourgeois Gast Bouschet & Nadine Hilbert ; les cinéastes américains Jim Jarmusch & Panos Cosmatos ; le créateur de mode Rick Owens ; le cinéaste belge Alexis Destoop ; il a travaillé dans des institutions de musique électronique telles que l'IRCAM (Paris), l'Ina GRM (Paris), l' EMS (Stockholm) et d'autres.
O'Malley compose pour des ensembles de tailles diverses. Dont les pièces 6°F (2009), Géante4 (2010), Gruidés (pour orchestre de 30 musiciens, 2015) & Un Vide dans le Ciel (orchestre de 80 musiciens, 2016), Niagara Reverb (pour ensemble de cor des Alpes & électronique, 2017), Avaeken (pour quatuor de guitares électriques, 2020), Numbers (pour voix & électronique, 2021), Les Sphères (effondrez-les) (pour ensemble de percussions, 2022).
Un artiste live infatigable qui a fait de nombreuses tournées et a joué plus de 1000 événements dans le monde depuis 2000. Allant du Dømkirke à Bergen au Musée du Louvre & Palais Tokyo, Paris à la Fondation Serralves, Porto, Musée Munch, Oslo et de nombreux théâtres, festivals , lieux, scènes et musées à travers l'Europe, l'Amérique du Nord, le Japon, Taïwan, la Chine, l'Australie, le Mexique et l'Amérique du Sud. Il s'est beaucoup produit avec son groupe SUNN O))) et aussi avec la compagnie de théâtre DACM de Gisèle Vienne, de nombreux concerts en solo, et dans son forté dans une variété considérable de constellations de collaborations avec des musiciens et au sein de ses autres groupes, collaborant plus récemment avec la compositrice américano-suédoise Kali Malone en accompagnement de concerts d'orgue à tuyaux, en trio avec Malone et la violoncelliste Lucy Railton, et en duo avec le directeur de l'Ina GRM François J. Bonnet.
Il a fait partie de la formation des maisons de disques Southern Lord (1998) et Ajna Offensive (1995) et a travaillé comme directeur artistique pour de nombreuses autres. En 2011, il lance le label Ideologic Organ en collaboration avec le regretté Peter Rehberg / Editions Mego. Il est également impliqué dans la conservation et la publication d'œuvres d'autres artistes, dans des éditions, des festivals et des événements.
Il a commencé le travail de direction artistique et de conception au milieu des années 90 et continue de créer des visuels d'albums pour les musiciens, ayant réalisé plus de 500 à ce jour pour des maisons de disques telles que Editions Mego, Recollection GRM, 4AD, SOFA, Xkatedral, Southern Lord et bien d'autres. . Il a également réalisé l'une des plus belles publications du métal underground des années 90, Descent Magazine, en 1994 et a publié cinq numéros, principalement en collaboration avec Tyler Davis, avant de mettre fin au projet en 1999.
O'Malley est né en 1974 dans le New Hampshire (USA) et a grandi à Seattle. La formation musicale initiale d'O'Malley était en tant que membre du corps de cornemuse et de batterie des Highlands écossais pendant trois ans à l'adolescence au début des années 1990, étudiant avec Don MacKay et Kevin Auld. Il a simultanément été initié à l'underground via la communauté hardcore straight edge de Seattle. Il a ensuite découvert et plongé dans la communauté underground internationale du death et du black metal.
En 1997, il déménage à Hadleigh, au Royaume-Uni, pour travailler comme directeur artistique pour le légendaire label Misanthropy Records, suivi d'un an à Los Angeles. O'Malley a finalement passé une décennie à New York, où il a continué la direction artistique et le travail publicitaire avant de devenir musicien / artiste à plein temps. En 2007, il s'installe à Paris, où il est actuellement basé.

## Collaborations
Les artistes les plus connus avec lesquels O'Malley a collaboré sont:
- Greg Anderson (en) - Fondateur de Southern Lord Records et membre de Goatsnake, Sunn O))), et Burning Witch.
- Merzbow
- James Plotkin
- Julian Cope
- Joe Preston - Membre de Thrones et ex-membre de Earth, High on Fire et des Melvins.
- Attila Csihar - Membre de Mayhem et ex-membre de Aborym.
- Lee Dorrian - Membre de Cathedral et ex-membre de Napalm Death.
- Aaron Turner - Propriétaire de Hydra Head Records, graphiste, et membre de Lotus Eaters et Isis.
- Kassel Jaeger - François J. Bonnet, directeur de l'INA-GRM et membre du groupe Cylene
- Oren Ambarchi
- Peter Rehberg - À la tête du label Editions Mego.
- Malefic - Unique membre du groupe de black metal Xasthur.
- Wrest - Musicien de black metal de Californie. Actuellement dans les groupes Twilight, Leviathan, et Lurker of Chalice.
- Z'EV

## Discographie

### Avec Sunn O)))
- The Grimmrobe Demos (demo 1998, CD 2000, 2xPLP 2003, 2xLP 2004)
- ØØ Void (CD 2000, 2xLP 2003)
- Flight of the Behemoth (CD & 2xLP 2002)
- White1 (CD & 2xLP 2003)
- Veils It White (12" 2003)
- The Libations of Samhain (live CD 2003)
- Live Action Sampler (mix promotionnel 2xCD 2004)
- Live White (live 2xCD 2004)
- White2 (CD & 2xLP 2004)
- Cro-Monolithic Remixes for an Iron Age (12" 2004)
- Candlewolf of the Golden Chalice (12" 2005)
- Black One & Solstitium Fulminate (2xCD 2005)
- Black One (CD 2005, 2xLP 2006)
- AngelComa (Split LP 2006)
- La Mort Noir dans Esch/Alzette (CD 2006)
- WHITEbox (4xLP Box 2006)
- Altar (CD 2006)
- Oracle (12" 2007)
- Dømkirke (CD 2008)
- Monoliths & Dimensions (CD 2009)
- Kannon (CD & LP 2015)
- Life Metal (CD & 2xLP 2019)
- Pyroclasts (CD & LP 2019)
- Metta, Benevolence BBC6 Music : Live On The Invitation Of Mary Anne Hobbs (2xLP 2022)

### Avec Khanate
- Khanate (CD & 12” 2001)
- Live WFMU 91.1 (CD 2002)
- No Joy (Remix) (12” 2003)
- Things Viral (CD & 12” 2003)
- Let Loose The Lambs (DVD 2004)
- KHNT vs. Stockholm (CD 2004)
- Live Aktion Sampler 2004 (CD 2004)
- Capture & Release (CD, 12” & Picture Disc 2005)
- Dead/Live Aktions (DVD 2005)
- It's Cold When Birds Fall from the Sky (CD 2005)

### Avec Burning Witch
- Demo 1996 (Cassette 1996)
- Rift.Canyon.Dreams (12” 1998)
- Towers... (12” 1998)
- Crippled Lucifer (CD 1998, Cassette 1999)
- Burning Witch/Goatsnake split (CD 2000)
- Burning Witch/Asva split (12” Picture Disc 2004)

### Avec Ginnungagap
- 1000% Downer (CD & 12” 2004)
- Return To Nothing (CD 2004)
- Remeindre (CD & 12" 2005)
- Crashed Like Wretched Moth (One Sided 12" 2006)

### Avec Lotus Eaters
- Alienist on a Pale Horse (CD & 12” 2001)
- Four Demonstrations (CD 2001)
- Mind Control for Infants (CD 2002)
- DR-55 (7" 2002)
- Wurmwulv (CD 2007)

### Avec KTL
- KTL (CD 2006)
- KTL2 (CD 2007)
- KTL3 (CD 2007)
- Eine eiserne Faust in einem Samthandschuh CD (Éditions Mego) - limité à 300 copies
- KTL - Live in Krems (LP sorti en décembre '07, (Éditions Mego)
- IKKI (Éditions Mego

### Avec Cylene
- Cylène EMEGO 262 (2019)

### Autres
- Æthenor: Deep In Ocean Sunk The Lamp Of Light (CD 2007)
- Grave Temple: The Holy Down (CD 2007)
- Fungal Hex: Fungal Hex (CD 2001, 2x12" Picture Disc 2005)
- Teeth of Lions Rule the Divine: Rampton (CD 2002)
- Thorr's Hammer: Dommedagsnatt (Cassette 1996, CD 1998, CD Reissue 2004, Picture Disc 2004)
- Sarin: Nihilist (Cassette 1996)